# Hemidactylus
A Hemidactylus a hüllők (Reptilia) osztályának pikkelyes hüllők (Squamata) rendjébe, ezen belül a gekkófélék (Gekkonidae) családjába tartozó nem.

## Tudnivalók
Ennek a gekkónemnek a fajai a trópusokon világszerte megtalálhatók. Afrikában és Európában a szubtrópusokon is előfordulnak. Az ember segítségével vagy úszótörmelékeken utazva, egyes fajok kiváló szigetkolonizálók. Néhány évente újabb fajok kerülnek fel a fajlistára. A lábaik levelekre emlékeztetnek.

## Rendszerezés
A nembe az alábbi 119 faj tartozik:
- Hemidactylus aaronbaueri Giri, 2008
- Hemidactylus acanthopholis Mirza & Sanap, 2014
- Hemidactylus adensis Šmíd et al., 2014
- Hemidactylus agrius Vanzolini, 1978
- Hemidactylus albituberculatus Trape, 2012
- Hemidactylus albivertebralis  Trape & Böhme, 2012
- Hemidactylus albofasciatus Grandison & Soman, 1963
- Hemidactylus albopunctatus Loveridge, 1947
- Hemidactylus alkiyumii Carranza & Arnold, 2012
- Hemidactylus anamallensis (Günther, 1875)
- Hemidactylus angulatus Hallowell, 1854
- Hemidactylus ansorgii Boulenger, 1901
- Hemidactylus aporus Boulenger, 1906
- Hemidactylus aquilonius McMahan & Zug, 2007
- Hemidactylus arnoldi Lanza, 1978
- Hemidactylus awashensis Šmíd et al., 2014
- Hemidactylus barbierii Sindaco, Razzetti & Ziliani, 2007
- Hemidactylus barodanus Boulenger, 1901
- Hemidactylus bavazzanoi Lanza, 1978
- Hemidactylus bayonii Bocage, 1893
- Hemidactylus beninensis Bauer, Tchibozo, Pauwels & Lenglet, 2006
- Hemidactylus biokoensis Wagner, Leaché & Fujita, 2014
- Hemidactylus boavistensis Boulenger 1906
- Hemidactylus bouvieri (Bocourt, 1870)
- Hemidactylus bowringii (Gray, 1845)
- Hemidactylus brasilianus Amaral, 1935
- Hemidactylus brookii Gray, 1845
- Hemidactylus citernii Boulenger, 1912
- Hemidactylus coalescens Wagner, Leaché & Fujita, 2014
- Hemidactylus craspedotus Mocquard, 1890
- Hemidactylus curlei Parker, 1942
- Hemidactylus dawudazraqi Moravec, Kratochvíl, Amr, Jandzik, Šmíd & Gvoždík, 2011
- Hemidactylus depressus Gray, 1842
- Hemidactylus dracaenacolus Rösler & Wranik, 1999
- Hemidactylus echinus O'Shaughnessy, 1875
- Hemidactylus endophis Carranza & Arnold, 2012
- Hemidactylus eniangii Wagner, Leaché & Fujita, 2014
- Hemidactylus fasciatus Gray, 1842
- Hemidactylus festivus Carranza & Arnold, 2012
- zöld levélujjúgekkó (Hemidactylus flaviviridis) Rüppell, 1835
- Hemidactylus forbesii Boulenger, 1899
- Hemidactylus foudaii Baha El Din, 2003
- ázsiai házigekkó (Hemidactylus frenatus) Schlegel, 1836
- Hemidactylus funaiolii Lanza, 1978
- Hemidactylus garnotii A.M.C. Duméril & Bibron, 1836
- Hemidactylus giganteus Stoliczka, 1871
- Hemidactylus gracilis Blanford, 1870
- Hemidactylus granchii Lanza, 1978
- Hemidactylus graniticolus Agarwal, Giri & A.M. Bauer, 2011[4]
- Hemidactylus granti Boulenger, 1899
- Hemidactylus greeffii Bocage, 1886[5][6]
- Hemidactylus haitianus Meerwarth, 1901
- Hemidactylus hajarensis Carranza & Arnold, 2012
- Hemidactylus homoeolepis Blanford, 1881
- Hemidactylus hunae Deraniyagala, 1937
- Hemidactylus inexpectatus Carranza & Arnold, 2012
- Hemidactylus inintellectus Sindaco, Ziliani, Razzetti, Pupin, Grieco, 2009
- Hemidactylus intestinalis F. Werner, 1897
- Hemidactylus isolepis Boulenger, 1895
- Hemidactylus jubensis Boulenger, 1895
- Hemidactylus kamdemtohami A.M. Bauer & Pauwels, 2002
- Hemidactylus karenorum (Theobald, 1868)
- Hemidactylus klauberi Scortecci, 1948
- Hemidactylus kyaboboensis Wagner, Leaché & Fujita, 2014
- Hemidactylus laevis Boulenger, 1901
- Hemidactylus lankae Deraniyagala, 1953
- Hemidactylus laticaudatus L.G. Andersson, 1910
- Hemidactylus leightoni Boulenger, 1911
- Hemidactylus lemurinus Arnold, 1980
- Hemidactylus leschenaultii A.M.C. Duméril & Bibron, 1836
- Hemidactylus longicephalus Bocage, 1873
- Hemidactylus lopezjuradoi Arnold, Vasconcelos, Harris, Mateo & Carranza, 2008
- Hemidactylus luqueorum Carranza & Arnold, 2012
- mabujagekkó (Hemidactylus mabouia) (Moreau de Jonnès, 1818) - típusfaj
- Hemidactylus macropholis Boulenger, 1896
- Hemidactylus maculatus A.M.C. Duméril & Bibron, 1836
- Hemidactylus mahendrai Shukla, 1983
- Hemidactylus mandebensis Šmíd et al., 2014
- Hemidactylus marmoratus Hallowell, 1861
- Hemidactylus masirahensis Carranza & Arnold, 2012
- Hemidactylus matschiei (Tornier, 1901)
- Hemidactylus megalops Parker, 1932
- Hemidactylus mercatorius Gray, 1842
- Hemidactylus modestus (Günther, 1894)
- Hemidactylus muriceus Peters, 1870
- Hemidactylus newtoni Ferreira, 1897
- Hemidactylus ophiolepis Boulenger, 1903
- Hemidactylus ophiolepoides Lanza, 1978
- Hemidactylus oxyrhinus Boulenger, 1899
- Hemidactylus palaichthus Kluge, 1969
- Hemidactylus parvimaculata
- Hemidactylus paucituberculatus Carranza & Arnold, 2012
- Hemidactylus persicus J. Anderson, 1872
- Hemidactylus platycephalus W. Peters, 1854
- Hemidactylus platyurus (Schneider, 1792)
- Hemidactylus porbandarensis Sharma, 1981
- Hemidactylus prashadi M.A. Smith, 1935
- Hemidactylus pseudomuriceus Henle & Böhme, 2003[7]
- Hemidactylus puccionii Calabresi, 1927
- Hemidactylus pumilio Boulenger, 1899
- Hemidactylus reticulatus Beddome, 1870
- Hemidactylus richardsonii Gray, 1845
- Hemidactylus ruspolii Boulenger, 1896
- Hemidactylus scabriceps (Annandale, 1906)
- Hemidactylus sinaitus Boulenger, 1885
- Hemidactylus smithi Boulenger, 1895
- Hemidactylus somalicus Parker, 1932
- Hemidactylus squamulatus Tornier, 1896
- Hemidactylus stejnegeri Ota & Hikida, 1989
- Hemidactylus subtriedrus Jerdon, 1854
- Hemidactylus tanganicus Loveridge, 1929
- Hemidactylus tasmani Hewitt, 1932
- Hemidactylus taylori Parker, 1932
- Hemidactylus thayene McMahan & Zug, 2007
- Hemidactylus triedrus (Daudin, 1802)
- Hemidactylus tropidolepis Mocquard, 1888
- török gekkó (Hemidactylus turcicus) Linnaeus, 1758
- Hemidactylus vietnamensis Darevsky, Kupriyanova & Roshchin, 1984
- Hemidactylus yerburyi J. Anderson, 1895

### Fordítás
- Ez a szócikk részben vagy egészben  a   Hemidactylus című angol Wikipédia-szócikk ezen változatának fordításán alapul.  Az eredeti cikk szerkesztőit annak laptörténete sorolja fel. Ez a jelzés csupán a megfogalmazás eredetét és a szerzői jogokat jelzi, nem szolgál a cikkben szereplő információk forrásmegjelöléseként.